# مارك شادورن
مارك شادورن (بالفرنسية: Marc Chadourne)‏ ولد في 23 مايو 1895 ببريف-لا-جيارد في كوريز، وتوفى في 30 يناير 1975 بكاجنيس سور مير في الألب البحرية. وهو كاتب فرنسي حصل على جائزة فيمينا الأدبية عام 1930.